# Corporación Extremeña de Medios Audiovisuales
La Corporación Extremeña de Medios Audiovisuales (CEXMA) és un organisme de la Junta d'Extremadura encarregat de produir i difondre productes audiovisuals que serveixin de curs per potenciar les peculiaritats del poble extremeny i l'afermament de la seva identitat a través de la difusió, coneixement i desenvolupament dels valors històrics i culturals en tota la seva varietat i riquesa. Va ser creada el 2000 a través de la Llei 4/2000, de 16 de novembre. No pertany a la FORTA per decisió pròpia. La seva seu es troba a la ciutat de Mèrida, capital d'Extremadura.

## Empreses de la CEXMA
- Canal Extremadura TV (Sociedad Pública de Televisión Extremeña, S.A.U.)
- Canal Extremadura Radio (Sociedad Pública de Radiodifusión Extremeña, S.A.U.)

## Directors Generals
- Gaspar García Moreno (2004-actualitat)